# Bulbo do vestíbulo

Localização dos bulbos do vestíbulo em relação ao clítoris

Na anatomia feminina, os bulbos do vestíbulo são duas massas alongadas de tecido eréctil geralmente descritas como estando situadas em cada um dos lados da abertura vaginal.